# ماغنوليا (أوهايو)
ماغنوليا (بالإنجليزية: Marble Cliff, Ohio)‏ هي منطقة سكنية تقع في الولايات المتحدة في مقاطعة فرانكلن، أوهايو. يقدر عدد سكانها بـ 573 نسمة ومساحتها 0.70 كم2 وترتفع عن سطح البحر 243 متر.

## التركيبة السكانية
قام مكتب تعداد الولايات المتحدة بتحديد بيانات التركيبة السكانية لماغنوليا في تعداد الولايات المتحدة. في ما يلي، التركيبة السكانية حسب تعدادي 2000 و2010.

### تعداد عام 2000
بلغ عدد سكان ماغنوليا 646 نسمة بحسب تعداد عام 2000، وبلغ عدد الأسر 291 أسرة وعدد العائلات 139 عائلة مقيمة في القرية. في حين سجلت الكثافة السكانية 2,610.1 نسمة لكل ميل مربع (1,007.8/كم2). وبلغ عدد الوحدات السكنية 303 وحدة بمتوسط كثافة قدره 1,224.2 نسمة لكل ميل مربع (472.7/كم2).
وتوزع التركيب العرقي للقرية بنسبة 98.14% من البيض و 0.93% من الأمريكيين ذوي الأصول الآسيوية و 0.62% من الأمريكيين الأفارقة و 0.15% من عرقين مختلطين أو أكثر.
بلغ عدد الأسر 291 أسرة كانت نسبة 17.5% منها لديها أطفال تحت سن الثامنة عشر تعيش معهم، وبلغت نسبة الأزواج القاطنين مع بعضهم البعض 42.3% من أصل المجموع الكلي للأسر، ونسبة 2.7% من الأسر كان لديها معيلات من الإناث دون وجود شريك، وكانت نسبة 52.2% من غير العائلات. تألفت نسبة 44.0% من أصل جميع الأسر من أفراد ونسبة 19.2% كانوا يعيش معهم شخص وحيد يبلغ من العمر 65 عاماً فما فوق. وبلغ متوسط حجم الأسرة المعيشية 2.76، أما متوسط حجم العائلات فبلغ 1.94.
بلغ العمر الوسطي للسكان 49 عاماً. وكانت نسبة 15.3% من القاطنين تحت سن الثامنة عشر، وكانت نسبة 5.9% بين الثامنة عشر والأربعة وعشرون عاماً، ونسبة 21.7% كانت واقعةً في الفئة العمرية ما بين الخامسة والعشرون حتى والأربعة وأربعون عاماً، ونسبة 25.2% كانت ما بين الخامسة والأربعون حتى الرابعة والستون، ونسبة 31.9% كانت ضمن فئة الخامسة والستون عاماً فما فوق. يوجد لكل 100 أنثى 71.4 ذكر، ويوجد لكل 100 أنثى في الثامنة عشر من عمرها فما فوق 65.3 ذكر.
بلغ متوسط دخل الأسرة في القرية 49,904 دولار، أما متوسط دخل العائلة فبلغ 90,000 دولار. وكان متوسط دخل الذكور 45,938 دولار مقابل 33,250 دولار للإناث. وسجل دخل الفرد الخاص بالقرية 35,491 دولار. وكانت نسبة 1.4% من العائلات ونسبة 3.4% من السكان تحت خط الفقر، وكان من هؤلاء نسبة 5.6% تحت سن الثامنة عشر ونسبة 3.1% في الخامسة والستين من العمر وما فوق.

### تعداد عام 2010
بلغ عدد سكان ماغنوليا 573 نسمة بحسب تعداد عام 2010، وبلغ عدد الأسر 292 أسرة وعدد العائلات 151 عائلة مقيمة في القرية. في حين سجلت الكثافة السكانية 2,122.2 نسمة لكل ميل مربع (819.4/كم2). وبلغ عدد الوحدات السكنية 321 وحدة بمتوسط كثافة قدره 1,188.9 لكل ميل مربع (459.0/كم2).
وتوزع التركيب العرقي للقرية بنسبة 97.9% من البيض و 1.0% من الأمريكيين ذوي الأصول الآسيوية و 0.5% من الأمريكيين الأفارقة و 0.3% من عرقين مختلطين أو أكثر.
بلغ عدد الأسر 292 أسرة كانت نسبة 18.2% منها لديها أطفال تحت سن الثامنة عشر تعيش معهم، وبلغت نسبة الأزواج القاطنين مع بعضهم البعض 45.5% من أصل المجموع الكلي للأسر، ونسبة 3.8% من الأسر كان لديها معيلات من الإناث دون وجود شريك، بينما كانت نسبة 2.4% من الأسر لديها معيلون من الذكور دون وجود شريكة وكانت نسبة 48.3% من غير العائلات. تألفت نسبة 42.5% من أصل جميع الأسر من أفراد ونسبة 16.8% كانوا يعيش معهم شخص وحيد يبلغ من العمر 65 عاماً فما فوق. وبلغ متوسط حجم الأسرة المعيشية 2.72، أما متوسط حجم العائلات فبلغ 1.96.
بلغ العمر الوسطي للسكان 48.6 عاماً. وكانت نسبة 17.8% من القاطنين تحت سن الثامنة عشر، وكانت نسبة 4.3% بين الثامنة عشر والأربعة وعشرون عاماً، ونسبة 22.2% كانت واقعةً في الفئة العمرية ما بين الخامسة والعشرون حتى والأربعة وأربعون عاماً، ونسبة 35.3% كانت ما بين الخامسة والأربعون حتى الرابعة والستون، ونسبة 20.6% كانت ضمن فئة الخامسة والستون عاماً فما فوق. وتوزع التركيب الجنسي للسكان بنسبة 49.4% ذكور و50.6% إناث.